# 郝柏林
郝柏林（1934年6月26日—2018年3月7日），男，河北正定人，中国理论物理学家，中国共产党党员，中国科学院院士，中国统计物理、计算物理、非线性科学和生物信息学的身体力行的推动者，复旦大学理论生命科学研究中心主任、物理学系教授、博士生导师。

## 生平
郝柏林祖籍河北正定，1934年6月26日出生于北平（现为北京）的一个知识分子家庭；其父郝景盛是上世纪20年代北京大学生物系学生，并在40年代担任过北平研究院位于昆明的植物研究所所长。抗日战争期间，郝柏林随家人在大后方四川，在重庆沙坪坝的中央大学附属小学就读，家中买了一套《中华少年自然科学丛书》，这套草纸印的32开本书，初步启蒙自然科学知识。1946年在北京市第四中学念初一时，郝柏林就读了十来本学校图书馆的天文科普书；升至初二时，因为物理老师讲得好，他立志要学习理论物理。1949年，北平解放，读初二的郝柏林开始参与各种政治活动（学生会工作等），直至高中毕业。1952年9月30日，加入中国共产党。1953年，中学毕业考大学，填报志愿为北京大学的物理系、数学系、哲学系，最后被分到北京俄语专修学校二部（留苏预备部）。在9个月的俄语学习和3个月的“忠诚老实运动”之后，郝柏林被派往苏联哈尔科夫工程经济学院，中共要求其的学习专业是“矿山工业的经济和组织”。但并非他内心喜欢的专业，但作为学生干部他只能服从。他在努力学好所有专业课的同时，还自己钻研数学。
1954年9月至1956年8月，就读于苏联（今乌克兰）哈尔科夫大学工程经济学院。理论物理教研室主任利夫希茨教授面试了他的数学，并对系主任说，“这个学生的数学比物理系三年级的学生知道得多一些”。于是，他转到了物理数学系，此后用3年时间完成了5年的课程。当年利夫希茨的一个研究组正在发展金属费米表面的理论，郝柏林发现了其中一篇文章的错误，并找到解决问题的方法。这后来成了他的大学毕业论文。
1959年，他毕业回国，分配到中国科学院物理研究所任实习研究员。1961年，赴莫斯科大学和苏联科学院物理问题研究所读研究生，师从列夫·朗道；1962年，朗道不幸遭车祸，此后郝柏林只得改为师从阿列克谢·阿布里科索夫。1963年，回到中科院物理所，任助理研究员。在“文革”爆发前的几年中，参加了国防科研任务和基础研究工作，参与在“三线”建设国家级的技术物理实验中心。
1978年，分设中国科学院理论物理研究所，郝柏林任研究员，1984年至1987年任副所长，1990年至1994年任所长。1980年当选为中国科学院数理学部委员（院士），1995年当选为第三世界科学院院士。2005年，离开中科院，赴复旦大学任教授，亦兼任美国圣菲研究所外聘教授。
2018年3月7日16时39分，郝柏林因病在北京公安医院逝世，享年84岁。

## 研究领域
主要从事理论物理、非线性科学和理论生命科学研究。在固体电子能谱和声子谱、金属红外性质、高分子半导体理论、统计物理、天线理论、地震分析、混沌动力学和符号动力学、理论生命科学等领域取得多项重要成果。
基于实际基因组数据的生物信息学和计算生物学研究。

## 研究方向
1. 原核生物亲缘关系与分类学的比较，生命之树原核支的构建。
2. 禾本科特别是稻属的比较基因组学研究。
3. 从上述研究中抽提出来的符号序列的统计学、组合学、语言学和图论研究。

## 获奖情况
- “套磁介质天线的研究”获1978年中国科学院重大成果奖。
- “三维晶格统计模型的封闭近似解”获1987 年中国科学院科技进步奖二等奖。
- “实用符号动力学”获1992年中国科学院自然科学奖一等奖和1993年国家自然科学奖二等奖、1997年获国防科工委科技进步奖二等奖。
- “统一描述平衡和非平衡系统的格林函数理论研究”获1999年中国科学院自然科学奖一等奖和2000年国家自然科学奖二等奖。
- 2000年获美国科学信息研究所（英语：Institute for Scientific Information）（Institute for SeientifieInformation，ISI）颁发的1981－1998年经典引文奖。
- 2001年获何梁何利基金科学技术进步奖物理学奖。
- 2007年因《物理改变世界》丛书获国家科学技术进步奖二等奖。

## 主要著作[7]
- Xiaoli Shi, Huimin Xie, Shuyu Zhang, Bailin Hao, "Decomposition and reconstruction of protein sequences: the problem of uniqueness and factorizable language", J. Korean Phys. Soc., 50(1) (2007) 118 – 123.
- Bailin Hao, "Critical slowing down in one-dimensional maps and beyond", J. Stat. Phys., 121(3/4), 749-757; published online on 5 December 2005.
- Ji Qi, Bin Wang, and Bailin Hao, Whole genome prokaryote phylogeny without sequence alignment: a K-string composition approach, J. Molecular Evolution, 58(1) (2004), 1 -- 11.
- 郝柏林、张淑誉，生物信息学手册，第二版，上海科技出版社，2002。
- Jun Yu, ..., Bailin Hao, et al., A draft sequence of the rice genome (Oryza sativa L. ssp. indica), Science, 296 (5 April 2002), 79—92.
- Hao Bailin and Zhang Shuyu, Digital Civilization -- Physics and Computers, Science Press, Beijing, 2005, (in Chinese)
- Yu Lu, Hao Bailin and Chen Xiaosong, Phase Transitions and Critical Phenomena, Science Press, Beijing, 2005, (in Chinese).
- Hao Bailin and Zheng Weimou, Applied Symbolic Dynamics and Chaos, a monograph, WSPC, Singapore, 1998.
- Ji Qi, Bin Wang and Bailin Hao, Whole genome prokaryote phylogeny without sequence alignment: a K-string composition approach, J. Mol. Evol. 2004, 58: 1-11.
- Bailin Hao, Huimin Xie, Factorizable language: from dynamics to biology, Chapter 5 in Reviews of Nonlinear Science and Complexity, vol. 1, ed. by H. G. Schuster, pp. 147 - 186, Wiley-VCH, Weinheim, 2008.
- Zhao Xu, Bailin Hao, CVTree update: a newly designed phylogenetic study platform using composition vectors and whole genomes, Nucl. Acids Res. 2009, 32(Web Server Issue): W174-W178.
- Qiang Li, Zhao Xu, Bailin Hao, Composition vector approach to whole-genome-based prokaryotic phylogeny, J. Biotechn. 2010, 140: 115–119.
- Bailin Hao, CVTrees support the Bergey’s Systematics and ptovide high resolution at species level and below, The Bulletin of BISMiS, 2011, 2(Part 2): 189-196.
- 郝柏林,从抛物线谈起：混沌动力学引论,上海科技教育出版社,1993.9[8]